# Mary Jo Catlett
Pour les articles homonymes, voir Catlett.
Mary Jo Catlett (née le 2 septembre 1938 à Denver, Colorado) est une actrice américaine.
Elle est la fille de Cornelia M. (née Callaghan) et Robert J. Catlett. Mary Jo est surtout connue grâce à son rôle de gouvernante dans les dernières saisons de la série à succès Arnold et Willy.

## Biographie
Mary Jo Catlett commence sa carrière en off-Broadway dans le mélodrame Along Came a Spider au Mermaid Theatre puis joue le rôle d'Ernestina dans la comédie musicale Hello, Dolly! avec Carol Channing. Elle apparaît également en remplacement dans la comédie musicale Promenade en 1969.
L'actrice joue dans de nombreuses séries télévisées : Arnold et Willy, M*A*S*H, Starsky et Hutch, pour la saison 1989-1990, elle est sélectionnée pour un Emmy Award de meilleure actrice secondaire dans une série dramatique pour Hôpital central.
Mary Jo Catlett prête régulièrement sa voix à différents personnages de dessins animés, entre autres à Mme Puff depuis 1999 dans Bob l'éponge.
L'actrice est engagée dans des œuvres de charité, notamment pour la lutte contre le SIDA.

## Filmographie
- 1969 : The Littlest Angel (TV) de Joe Layton : Scribe
- 1971 : Bananas de Woody Allen : la femme de l'hôtel
- 1975 : The Bob Newhart Show (TV) (Saison 3 épisode 20) : Mrs. Englehart
- 1975 : Kojak (TV) (Saison 3 épisode 11) : Verna
- 1975 : La Famille des collines (TV) (Saison 3 épisode 22) : Elvira Roswell
- 1976-1978 : M*A*S*H (TV) : Nurse Walsh / Becky
- 1976-1977 : Starsky et Hutch (TV) : Fifi / terrible Tessie
- 1976 : How to Break Up a Happy Divorce (en) (TV) de Jerry Paris : Soprano
- 1977 : The Hardy Boys/Nancy Drew Mysteries (TV) (Saison 1 épisode 6) : Dora
- 1977 : Maude (TV) (Saison 5 épisode 16) : infirmière
- 1977 : Flush de Andrew J. Kuehn : Bertha
- 1977 : Les Faux-durs de Michael Ritchie : Earlene Emery
- 1978 : L'Île fantastique (TV) : Carlotta Smith / Hooligan Hanreddy
- 1979 : Welcome Back, Kotter (TV) (Saison 4 épisode 15) : Myrna Fishbein
- 1979 : Shérif, fais-moi peur (TV) (Saison 1 épisode) : Cousine Allice
- 1979 : Le Champion de Franco Zeffirelli : Josie
- 1980 : Where the Ladies Go (TV) de Theodore J. Flicker : Frances
- 1980 : Les Faux-durs (TV) (Saison 1 épisode 4) : Big barb
- 1980 : Blood Beach de Jeffrey Bloom (en) : Harriett Crabbe
- 1981 : Allô Nelly bobo (TV) (Saison 1 épisode 5) : Betty
- 1981 : Les Schtroumpfs (TV) : voix supplémentaires
- 1981 : Foul Play (TV) : Stella Finkle
- 1982-1985 : Arnold et Willy (TV) : Pearl Gallagher
- 1982 : La Cage aux poules de Colin Higgins : Rita
- 1982 : O'Hara's Wife de William Bartman : Gloria
- 1982 : The Beach Girls (en) de Bud Townsend : Mrs. Brinker
- 1984 : Gone Are the Dayes (TV) de Gabrielle Beaumont : Marge
- 1986 : Arabesque (TV) (Saison 3 épisode 12) : Mrs. Metcalf
- 1986 : ABC Weekend Specials (TV) (Saison 10 épisode 4) : Kindergarten Teacher
- 1986 : Alf (TV) (Saison 1 épisode 5) : Mary Jo
- 1988 : Mr. Belvedere (TV) (Saison 5 épisode 1) : Betsy 'Beebe' Baxter
- 1989 : Tribunal de nuit (TV) (Saison 6 épisode 16) : Cynthia Dalbey
- 1989-1990 : Hôpital central (TV) : Mary Finnegan
- 1990 : Pas de faire-part pour Max (TV) (Saison 1 épisode 1) : sister Margolin
- 1992 : Drexell's Class (TV) (Saison 1 épisode 15) : Patty
- 1992 : The Powers That Be (TV) (Saison 1 épisode 5) : Evelyn
- 1992 : Battling for Baby (TV) de Art Wolff : Mrs. Capello
- 1994 : Sauvés par le gong : La Nouvelle Classe (TV) (Saison 2 épisode 22) : Mme Bluntley
- 1994 : Serial Mother de John Waters : Rosemary Ackerman
- 1996 : Beauty and the Beast: A Concert on Ice (TV) de Steve Binder
- 1996 : The Blues Brothers animated serie (TV) (Saison 1 épisode 6) : Mother Alderman (voix)
- 1996 : Couacs en vrac (TV) (Saison 1 épisode 21) (voix)
- 1997 : Do me a favor de Sondra Locke : Mrs. Langley
- 1997 : La Légende de la momie de Jeffrey Obrow : Mme Grant
- 1997 : Extrême Ghostbusters (TV) (Saison 1 épisode 21) (voix)
- 1998 : Pocahontas 2 : Un monde nouveau de Tom Ellery et Bradley Raymond : voix supplémentaires
- 1998 : Beyond Belief: Fact or Fiction (TV) : Mom (voix)
- 1999 : Abilene de Joe Camp III : Etta
- depuis 1999 : Bob l'éponge (TV) : Mme Puff (voix)
- 2001 : Size 'Em Up de Christine J. Russo : Florence
- 2001 : Péril du feu de Jim Wynorski : l'infirmière Winslow
- 2001 : La Vie avant tout (TV) (Saison 2 épisode 6)
- 2001 : SpongeBob SquarePants: Operation Krabby Patty (jeu vidéo) : Mme Puff (voix)
- 2001 : Une famille encombrante de Randy Ser : Ruth
- 2003 : Beethoven et le trésor perdu de Mark Griffiths : Sweet Grandmother
- 2003 : Bob l'Éponge : La Bataille pour Bikini Bottom (jeu vidéo) : Mme Puff (voix)
- 2003-2004 : Phénomène Raven (TV) (Saison 3) : Mme Applebom
- 2004 : Billy et Mandy, aventuriers de l'au-delà (TV) (Saison 3 épisode 5) : la fée (voix)
- 2005 : Bob l'éponge, le film de Stephen Hillenburg : Madame Puff (voix)
- 2006 : La Revanche des losers de Dennis Dugan : Mrs. Elwood
- 2007 : Pandemic : Virus fatal (TV) de Armand Mastroianni : Sister Grace Woodward
- 2007 : American Dad! (TV) (voix)
- 2007 : Kim Possible (TV) (Saison 4 épisode 21) : Tante June (voix)
- 2007 : State of Mind (TV) (Saison 1 épisode 6) : Mrs. DelVecchio
- 2008 : How To Be A Serial Killer de Luke Ricci : Mrs. Wilson
- 2009 : Cold Case : Affaires classées (TV) (Saison 7 épisode 5) : Betty Joe Henders '09
- 2009 : Des jours et des vies (TV) (Saison 1 épisode 11 100) : Bev
- 2009 : Something Blue de Sean Gannon : Vocalist
- 2009 : Surprise, Surprise de Jerry Turner : Winnie Blythman
- 2010 : Anderson's Cross de Jerome E. Scott : Mrs. Elway
- 2010 : Glee (TV) (Saison 1 épisode 17) : Mrs. Carlisle
- 2011 : 2 Broke Girls (TV) (Saison 1 épisode 7) : Elaine
- 2012 : Shake It Up (TV) (Saison 2 épisode 12) : Elderly Woman
- 2012 : Desperate Housewives (TV) (Saison 8 épisode 19) : Debi Brown
- 2012 : Did You Look for Work This Week? (Court-métrage) de Dawn M. Green : Trixie
- 2013 : Mentalist (TV) (Saison 5 épisode 22) : Ruth
- 2013 : Mr. Box Office (TV) (Saison 1 épisode 19) : Gertrude
- 2013 : Modern Family (TV) (Saison 4 épisode 24) : Edith
- 2013 : Rizzoli et Isles (TV) (Saison 4 épisode 12) : Bunny
- 2014 : Instant Mom (TV) (Saison 1 épisode 11) : Mrs. Sharp
- 2014 : Cops : les forces du désordre de Luke Greenfield : la vieille dame
- 2014 : Lucky Stiff de Christopher Ashley : la femme du magasin de chaussures
- 2015 : Bob l'éponge, le film : Un héros sort de l'eau de Paul Tibbitt : Madame Puff (voix)

## Théâtre
- 1963 : Along Came a Spider, Off-Broadway : Rose McDougal
- 1964-1970 : Hello, Dolly!, St. James Theatre de Broadway : Gussie Granger / Ernestina Simple
- 1969 : Les Contes de Canterbury : Femme au foyer, une femme du village, une paroissienne
- 1969 : Promenade, Off-Broadway : La mère[3] (en remplacement)
- 1971 : Girl Crazy, East Haddam[3]
- 1972 : Different Times, Broadway : Hazel Hughes / Josie / Mrs. Callahan[3]
- 1972 : Lysistrata, Broadway : Deltazeta[3]
- 1973-1974 : The Pajama Game : Mabel
- 1982 : Play Me a Country Song : Penny
- 2006 : 70, Girls, 70, Off-Broadway : Fritzi Clews[3]
- 2007 : The Full Monty,  Los Angeles : Jeanette Burmeister[3]